# Sarawut Koedsri
Sarawut Koedsri (thailändisch ศราวุธ เกิดศรี, * 29. April 1989 in Uthai Thani) ist ein thailändischer Fußballspieler.

## Karriere
Sarawut Koedsri spielt seit mindestens 2018 beim Khon Kaen FC. Wo er vorher gespielt hat, ist unbekannt. Der Club aus Khon Kaen spielt seit 2018 in der zweiten Liga des Landes, der Thai League 2. Von 2019 bis 2020 absolvierte der Innenverteidiger 40 Zweitligaspiele. Ende 2020 wurde seine Vertrag nicht verlängert. Ende Dezember 2020 wechselte er zum Raj-Pracha FC. Der Verein aus der thailändischen Hauptstadt Bangkok spielte in der dritten Liga, der Thai League 3. Hier trat Raj-Pracha in der Western Region an. Am Ende der Saison wurde er mit Raj-Pracha Vizemeister der Region. In den Aufstiegsspielen zur zweiten Liga belegte man den dritten Platz und stieg somit in die zweite Liga auf. Nach dem Aufstieg verließ er den Verein und wechselte in die erste Liga zum thailändischen Meister BG Pathum United FC. Für BG absolvierte er elf Ligaspiele. Zu Beginn der Saison 2022/23 wechselte er nach Chiangmai zum Zweitligisten Chiangmai FC. Am Ende der Saison 2023/24 belegte er mit dem Klub den vierten Tabellenplatz und qualifizierte sich somit für die Aufstiegsspiele zur ersten Liga. Hier konnte man sich jedoch nicht durchsetzen. Im Sommer 2024 wurde dem Verein die Lizenz für die zweite Liga verweigert. Der Kasetsart FC, ein Zweitligist aus Bangkok, nahm ihn Ende Juli 2024 unter Vertrag.

## Erfolge
Raj-Pracha FC
- Thai League 3 – West: 2020/21 (2. Platz)
- Thai League 3 – National Championship: 2020/21 (3. Platz)  ▲

BG Pathum United FC
- Thailändischer Vizemeister: 2021/22